# Bulltofta
Bulltofta är ett delområde beläget i Kirseberg i Malmö. Bulltofta by i andra ord har en historia som går tillbaka ända till medeltiden. Fram tills 1972 låg Malmös flygplats här – Bulltofta flygplats, vars mark idag upptas av mestadels park och mindre industri kallad Bulltoftafältet.

## Etymologi
Namnet Bulltofta finns dokumenterat från mitten av 1300-talet och är en sammansättning av ordet bol, en gammal markenhetsbenämning "gård/hemman", samt ordet toft, "åkerjord närmast gården".

## Historia
Bulltofta flygfält anlades 1923 i stadens östra delar, på Bulltoftafältet. Marken hade i början av 1900-talet sålts till staden, som i sin tur överlåtit området tillsammans med Limhamnsfältet till Kronprinsens Husarregemente som kompensation för den exercismark som tagits i anspråk vid anläggandet av Slottsparken 1897. Då Limhamnsfältet låg närmare till för husarerna kom området i Bulltofta endast sporadiskt att nyttjas. Stadens ledning planerade då att nyttja delar av Bulltoftafältet för Malmö stads framtida flyghamn. Bulltoftafältet är anlagt på en av Sege å skapad bågformad sandrev som i öster avslutades med de så kallade Hohögarna. Dessa kom i och med utbyggnader av flygfältet under 1950-talet och anläggandet av Inre Ringvägen att raseras. Under medeltid och nyare tid utgjorde området del av Bulltoftabys jordbruksmarker.  Efter 1812 års enskifte återstod endast ett landeri med namnet Bulltoftagården. Denna hade skapats genom att ett antal av byns gårdar slagits samman strax före skiftet. Gården anlades direkt väster om den gamla bykärnan och försågs 1884 med en praktfull huvudbyggnad i fransk renässansstil, ritad av arkitekt Peter Boisen.
Det svenska trafikflygets vagga anses vara Malmö och Bulltofta. Fram till det att ”Stockholms nya landflygningstation” (Bromma) stod färdig 1936, var huvudsätet för det svenska flygbolaget AB Aerotransport lokaliserat till Bulltofta med ett omfattande linjenät och en för tiden förnäm flygplanspark. I september 1923 skedde slutbesiktningen av Bulltofta flygstation som då bestod av en mindre hangarbyggnad, Hangar I, hitflyttad från Landskrona, i områdets sydvästra delar. Denna ansågs snart otillräcklig och 1925 respektive 1929 tillkom Hangar II och III. Båda anlades tillsammans med den befintliga hangaren kring den stora platta som användes vid uttaxering samt uppställning av flygplan. Först 1943 uppfördes, också väster om själva flygfältet längs Smedtorpsgatan, en flygterminalbyggnad efter ritningar av länsarkitekt Nils Blanck. 1959 ersattes denna terminal med en större kombinerad flygledar- och terminalbyggnad på  flygfältets sydöstra sida, i nuvarande kvarteret Flygstationen. Byggnaden inrymde sedan under många år byggvaruhuset Bulltofta Bygg, efter att ha stått tom i några år har sedan 2010 möbelföretaget XXXLutz del av sitt lager här. I början av 1960-talet uppfördes ytterligare en hangar, denna för Transairs fyrmotoriga flygplan, efter ritningar av arkitekt Lars Eric Magnusson. Hangaren  är idag till- och ombyggd och inrymmer Mölledalsskolan. Endast den sistnämnda byggnaden ligger inom gränserna för Bulltofta industriområde. Av  de  övriga  återstår endast Hangar II.
Under 1930-talet kom Bulltofta att utvecklas till ett av Europas modernaste och största flygfält, expansionen hade sin upprinnelse i vetskapen om att städer utan flygskydd i det närmaste kunde utplånas av fientliga bombflottor, något som bevisats under inbördeskriget i Spanien. Efter det inledande skedet av andra världskriget, med bland annat bombningen av Warszawa som skrämmande exempel, tog riksdagen på  våren 1940 beslut om att sätta upp två  nya jaktflottiljer, en för försvaret av Göteborg och en för försvaret av Malmö. Flottiljen i Malmö  benämndes F 10 och placerades i de norra delarna av Bulltofta, längs Vattenverksvägen (tidigare Nya Vattenverksvägen).
Den första delen av förbandet var på  plats redan i oktober samma  år men full kapacitet hade inte F 10 förrän i juni 1941. Verksamheten vid Bulltofta fortsatte fram till ett halvår efter krigsslutet. För att inte störa den civila trafiken flyttades därefter F 10 till Barkåkra. Under kriget inhyrdes den i Malmö  förlagda personalen på  Kirseberg, dels i vattentornet och dels i privata hus. För flygmaskiner och den dagliga verksamheten byggdes ett komplex i norra delen av fältet. Den viktigaste delen utgjordes av tre flyghangarer för första, andra respektive tredje divisionens flygmaskiner. En hangar för skolflygplan och baracker för piloter i beredskap, vaktmanskap och expeditioner uppfördes också. Idag  återstår andra och tredje divisionens hangarbyggnader, skolhangaren och beredskapsbaracken samt delar av toalettbyggnaden. Dessa byggnader  är idag förändrade och inklädda men inte mer än att strukturen från F 10 fortfarande  återstår.
Den 1 december 1972 lades Bulltofta flygplats ner och flygtrafiken flyttades till det nybyggda Sturup. Rester av Bulltofta flygfält ingår idag i bland annat Bulltofta industriområde.
Stadsplanerna för området, tillkomna mellan 1974 och 1998, föreskriver industri, småindustri, kontor och handel samt skola, företagsservice med daghem, bilservice och park gällande mindre ytor.

## Bebyggelse

### Äldre bebyggelse
Av den  äldre agrara bebyggelsen finns inget bevarat. Bulltoftagårdens huvudbyggnad revs 1949 och de sista ekonomibyggnaderna i början av 1970-talet.
De kvarvarande byggnaderna på F 10:s gamla område har förändrats bland annat genom inklädnader och tillbyggnader. Dessutom har området förtätats betydligt genom tillkomst av ett antal större halliknade byggnader och delats upp i kvarteren Flygfyren och Flygvärdinnan genom att Höjdrodergatan drogs genom området 1976. Exploateringen av området började i norr och öster längs Flygfältsvägen och Vattenverksvägen för att idag beröra i stort sett hela det gamla flygfältet.

### Industriområdet
Byggnaderna i området  är med enstaka undantag uppförda under 1970-, 1980- och 1990-talen och karaktäriseras av en tidstypisk industriarkitektur. Den tidiga bebyggelsen  är till största delen uppförd i brunt, rött eller gult tegel, med plåtbeklädda plantak eller flacka sadeltak. Moderna tillägg i form av starka kulörer samt framträdande entrépartier som accenter förekommer. Även enklare hallbyggnader finns representerade. De västra delarna av området  är de senast exploaterade och representeras av en modern industribebyggelse i gedigna material och med klara arkitektoniska uttryck och detaljer anpassade till verksamheten.
Bulltofta industriområde utgör idag ett sammanhängande verksamhetsområde med en enhetlig struktur och bebyggelse utan påtagliga spår från den tid när en av landets viktigaste flygplatser var placerad här. Området  är till största delen planerat för industriändamål, i de södra delarna dock med vissa inslag av handel och kontor. Större delen av kvarteret Mölledalsskolan avser skoländamål. Planerna har i princip följts och visar idag en bredd vad gäller företag och verksamheter placerade i området. 

### Bostadsområdet
I delområdets nordvästra hörn ligger ett bostadsområde som anlades på 1990-talet. Området består av radhus på två våningar. Genom bostadsområdet går Mölledalsgatan som går mellan Johanneslust i väster och Vattenverksvägen i norr.

## Utbildning
I området ligger Mölledalsgymnasiet och Mölletoftaskolan (F-3).
2029 ska en ny grundskola, F-9, stå klar bredvid Mölledalsgymnasiet.